# Liste der Baudenkmäler im Wuppertaler Wohnquartier Clausen
Die Liste der Baudenkmäler im Wuppertaler Wohnquartier Clausen enthält die denkmalgeschützten Bauwerke auf dem Gebiet von Wuppertal-Clausen in Nordrhein-Westfalen (Stand: November 2011). Diese Baudenkmäler sind in der Denkmalliste der Stadt Wuppertal eingetragen; Grundlage für die Aufnahme ist das Denkmalschutzgesetz Nordrhein-Westfalen (DSchG NRW).

## Auszug aus der Denkmalliste

### Eingetragene Baudenkmäler
| Bild           | Bezeichnung             | Lage                                  | Beschreibung | Bauzeit      | Eingetragen seit  | Denkmal- nummer |
| -------------- | ----------------------- | ------------------------------------- | --- | ------------ | ----------------- | --------------- |
| weitere Bilder | Wohn- und Geschäftshaus | Clausen Heusnerstraße 13 Karte        | | 1912         | 8. Dezember 1992  | 2596            |
| weitere Bilder | Wohnhaus                | Clausen Heusnerstraße 15 Karte        | | 1913         | 10. Dezember 1992 | 2610            |
| weitere Bilder | Wohnhaus                | Clausen Heusnerstraße 16 Karte        | | 1912         | 3. Dezember 1992  | 2584            |
| weitere Bilder | Wohnhaus                | Clausen Heusnerstraße 17 Karte        | | 1913         | 10. Dezember 1992 | 2611            |
| weitere Bilder | Wohnhaus                | Clausen Heusnerstraße 18 Karte        | | 1912         | 3. Dezember 1992  | 2583            |
| weitere Bilder | Wohnhaus                | Clausen Heusnerstraße 19 Karte        | | 1913         | 10. Dezember 1992 | 2612            |
| weitere Bilder | Wohnhaus                | Clausen Heusnerstraße 20 Karte        | | 1911         | 3. Dezember 1992  | 2582            |
| weitere Bilder | Wohnhaus                | Clausen Heusnerstraße 22 Karte        | | 1912         | 10. Dezember 1992 | 2613            |
| weitere Bilder | Wohnhaus mit Gaststätte | Clausen Heusnerstraße 23 Karte        | Haus Schönebeck, Wohnhaus mit Gaststätte | 1931         | 17. Dezember 1992 | 2630            |
| weitere Bilder | Wohnhaus                | Clausen Heusnerstraße 24 Karte        | | 1911         | 10. Dezember 1992 | 2614            |
| weitere Bilder | Wohnhaus                | Clausen Heusnerstraße 26 Karte        | | 1912         | 10. Dezember 1992 | 2615            |
| weitere Bilder | Beerdigungskapelle      | Clausen Heusnerstraße 40 Karte        | ehem. Beerdigungskapelle, Bestandteil des Klinikums Barmen, eine D-Nummer mit dem ehemaligen Prosekturgebäude                                             | 1910         | 13. Februar 1995  | 3662            |
| weitere Bilder | Einfriedung mit Urinal  | Clausen Heusnerstraße 40 Karte        | Einfriedung mit Urinal, Bestandteil des Klinikums Barmen                                                                                                  | 1907–1911    | 28. August 1985   | 562             |
| weitere Bilder | Eingangsgebäude         | Clausen Heusnerstraße 40 Karte        | Eingangsgebäude, Bestandteil des Klinikums Barmen | 1907–1911    | 28. August 1985   | 562             |
| weitere Bilder | Prosektur               | Clausen Heusnerstraße 40 Karte        | ehem. Prosektur, nun MTA-Schule im Klinikum, Bestandteil des Klinikums Barmen, eine D-Nummer mit der ehemaligen Beerdigungskapelle                        | 1910         | 13. Februar 1995  | 3662            |
| weitere Bilder | Vorplatz                | Clausen Heusnerstraße 40 Karte        | Vorplatz vor der ehem. Beerdigungskapelle, Bestandteil des Klinikums Barmen, eine D-Nummer mit dem ehemaligen Prosekturgebäude und der Beerdigungskapelle | 1910         | 13. Februar 1995  | 3662            |
| weitere Bilder | Vorplatz                | Clausen Heusnerstraße 40 Karte        | Vorplatz vor dem Eingangsgebäude, Bestandteil des Klinikums Barmen                                                                                        | 1907–1911    | 28. August 1985   | 562             |
| Wohnhaus       | Wohnhaus                | Clausen Humboldtstraße 3 Karte        | | um 1910      | 9. Dezember 1991  | 1962            |
| Wohnhaus       | Wohnhaus                | Clausen Humboldtstraße 5 Karte        | | 1910er Jahre | 16. August 1990   | 1803            |
| Wohnhaus       | Wohnhaus                | Clausen Humboldtstraße 7 Karte        | | um 1910      | 26. November 1991 | 1938            |
| Wohnhaus       | Wohnhaus                | Clausen Humboldtstraße 9 Karte        | | 1914         | 16. Dezember 1987 | 1244            |
| weitere Bilder | Vertriebszentrale       | Clausen Konsumstraße 45 Karte         | Vertriebszentrale der Konsumgenossenschaft Vorwärts-Befreiung                                                                                             | 1928–1930    | 24. Februar 1997  | 4039 Wikidata   |
| weitere Bilder | Kirche                  | Clausen Liebigstraße 9 Karte          | St.-Pius-Kirche |              | 16. Januar 2001   | 4155 Wikidata   |
| weitere Bilder | Wohnhaus                | Clausen Sanderstraße 203 Karte        | | 1914         | 19. Mai 1999      | 4069            |
| weitere Bilder | Wohnhaus                | Clausen Sanderstraße 205 Karte        | | 1914         | 20. Mai 1999      | 4112            |
| weitere Bilder | Wohnhaus                | Clausen Sanderstraße 207 Karte        | | 1914         | 20. Mai 1997      | 4054            |
| weitere Bilder | Wohn- und Geschäftshaus | Clausen Schönebecker Straße 41 Karte  | | 1901         | 18. Dezember 1989 | 1669            |
| weitere Bilder | Wohnhaus                | Clausen Schönebecker Straße 143 Karte | | um 1874      | 22. Februar 1996  | 3858            |
| weitere Bilder | Wohnhaus                | Clausen Schönebecker Straße 145 Karte | | um 1874      | 22. Februar 1996  | 3867            |